# 蜥蜴
蜥蜴是對一大群有鱗目爬行动物的統稱，為鱗龍形下綱的主體類群，現存7000餘種，广泛分布於南极洲以外的各大洲，體型從几厘米长的壁虎到三公尺长的科摩多巨蜥不等。在舊時的分類系統中，蜥蜴被統一歸為蜥蜴亚目（學名：Lacertilia），與蛇亚目（包含所有蛇類）、蚓蜥亞目（包含所有蚓蜥）並列為有鱗目的三大類群，但後來的系統發育研究表明，蛇與蚓蜥實際上均為蜥蜴的演化支，因此蜥蜴亞目是一個未涵蓋所有後代的並系群，現已不再使用。
大多数蜥蜴拥有四肢，奔跑时身体会左右摇摆；部分类群缺乏四肢，有着像蛇一样的细长身躯。一些蜥蜴甚至可以滑翔，如栖居在森林的飞蜥。很多蜥蜴有领地意识，雄性之間會為爭奪資源而打斗，并会利用鲜艳的体色吸引异性前来交配或恐吓敌对者。大部分蜥蜴是肉食性动物，多为坐等捕食者。体型较小的蜥蜴会猎食昆虫，而科摩多巨蜥则会猎食水牛一般大小的哺乳动物。
蜥蜴有着许多反捕食适应行为，諸如用毒、偽裝、反射出血及断尾逃生等。

## 身体结构

### 体型
该亚目中，成年蜥蜴的体长小可至几厘米长的變色龍（如迷你變色龍）、壁虎（如侏儒壁虎），大可到近三公尺長的、现存最大的巨蜥——科摩多巨蜥。

### 区别特征

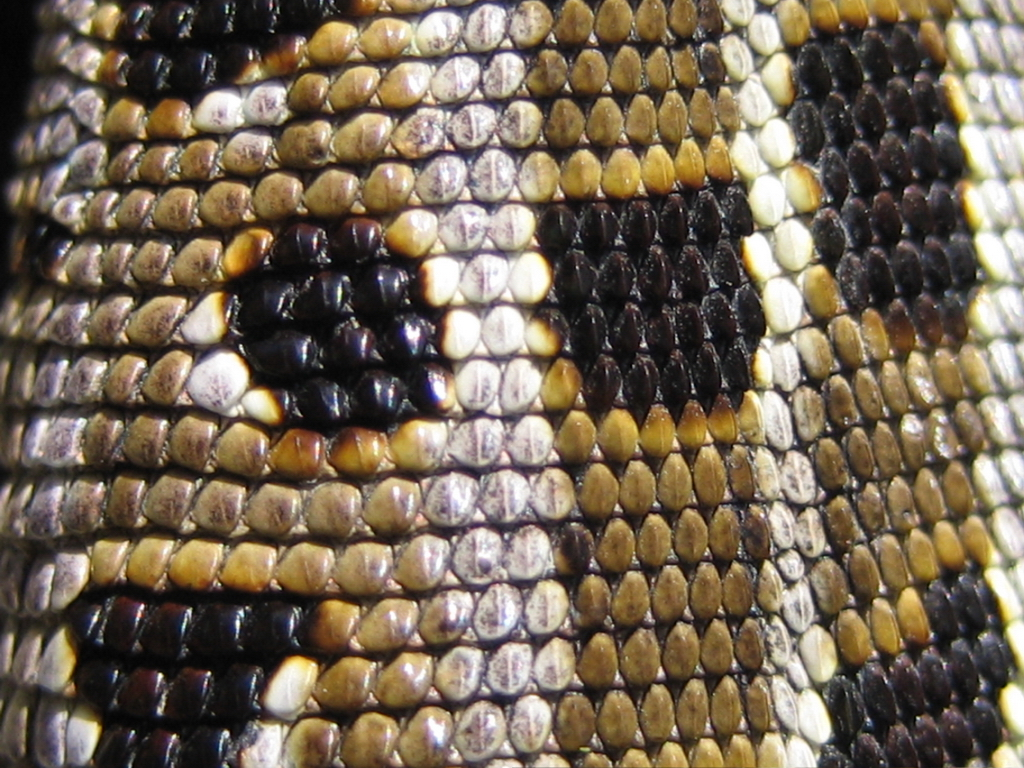
捷蜥蜴的皮，其由角蛋白构成的鳞层层叠叠

蜥蜴通常有四条腿和外耳（有的蜥蜴没有腿），但蛇则不具有这两个特征。但蜥蜴和蛇都有可以移动的方骨，这将牠们同喙头目区分开来，後者的雙孔颅骨更为原始、坚固。某些蜥蜴，如变色龙，拥有一条具备抓握力的捲纏尾，可帮助牠们在植被之间穿梭、爬行。
和其他爬行类动物类似，蜥蜴的表皮由角蛋白构成的层层叠叠的鳞片所覆盖。这些鳞片能够保护蜥蜴不受环境伤害，并减少因蒸发而导致的失水。凭借着这一特征，蜥蜴能够在地球上最为干旱的沙漠中生存下来。蜥蜴的皮肤干燥粗糙，随着生长发育会蜕皮。和每次蜕皮都完整地蜕下一整块皮的蛇不同，蜥蜴蜕皮通常会会一块块地进行。蜥蜴身上有的鳞片会生成刺状以起到保护作用。有的蜥蜴在鳞片下也会演化出皮內成骨。

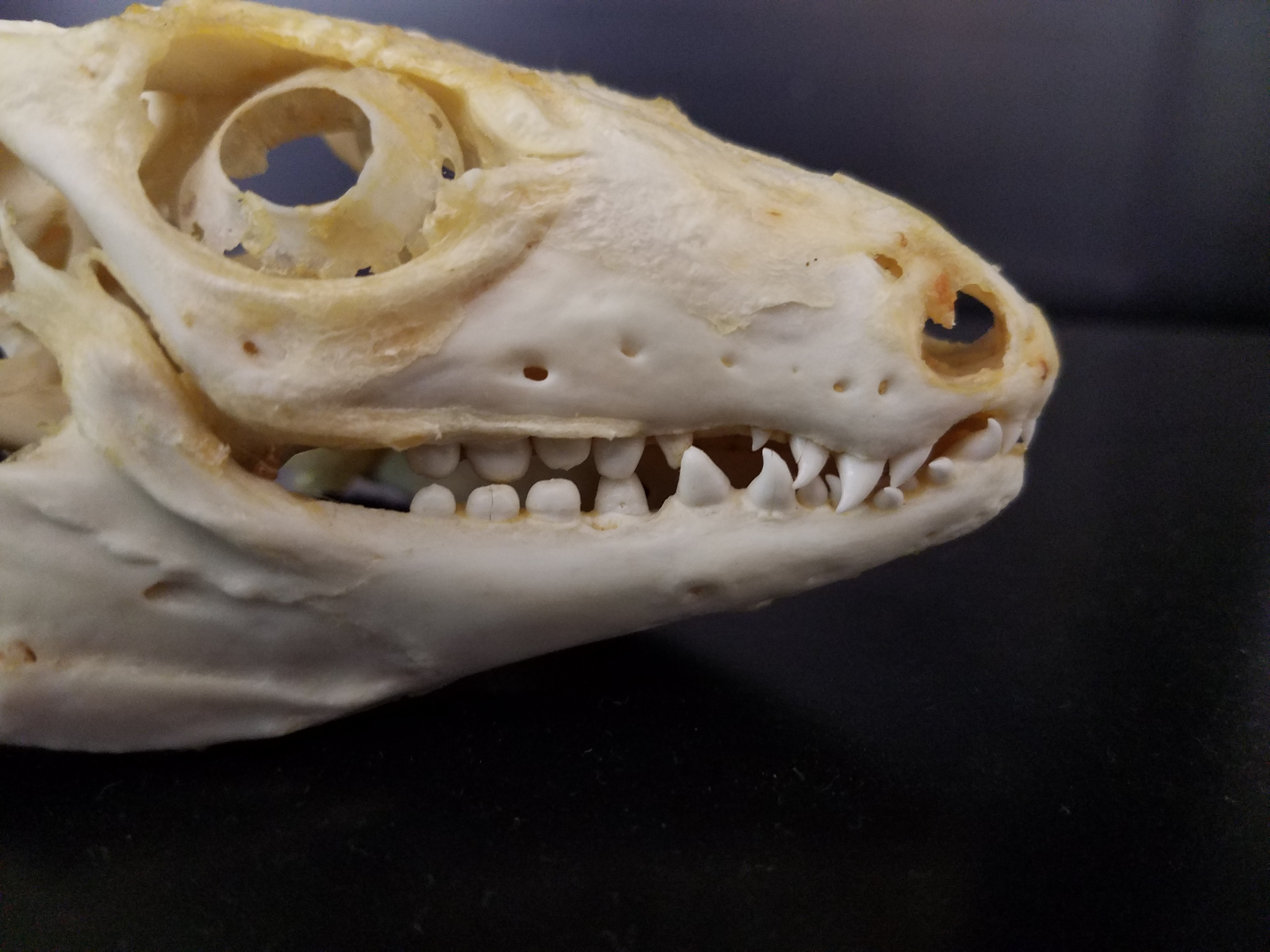
紅南美蜥的头骨，注意其不同种类的牙齿

蜥蜴的齿列反映出了牠们多种多样的进食范围，包括食肉、食虫、杂食、食草、食蜜和食贝。通常蜥蜴的牙齿会依照其进食习惯长出单一形状的牙齿，但也有部分物种的口腔中会有不同形状的牙，比如在颌前的切割用的牙齿，以及在口腔後部负责嚼碎食物的牙齿。大部分的蜥蜴物种的牙齿都为側生，但变色龙和美洲大蜥蜴则是端生。
蜥蜴的舌头可以伸出嘴部，一般都很长。毒蜥蜴、鞭尾蜥蜴、巨蜥的舌头先端通常会分叉，主要用于探测环境变化。牠们会将叉舌探出，探知环境後又缩回，将舌上的分子传给犁鼻器以便分析其中的化学成分。这一过程和嗅觉、味觉类似，但也不尽相同。壁虎由于没有眼皮，牠们会用舌头將眼睛舔舐乾淨。变色龙的舌头又长又黏，可用来猎食昆虫。
壁虎、安乐蜥科、变色龙这三种蜥蜴都将脚趾上的鳞片演化成了吸盘。这些吸盘由数百万刚毛构成，可使用分子间作用力与基质之间紧紧粘在一起，而不需要液态的黏胶。此外，变色龙的脚趾也分为方向相反的两个组（趾型），使得牠们可以像鸟一样在树枝上停留。。

## 生理

### 移动

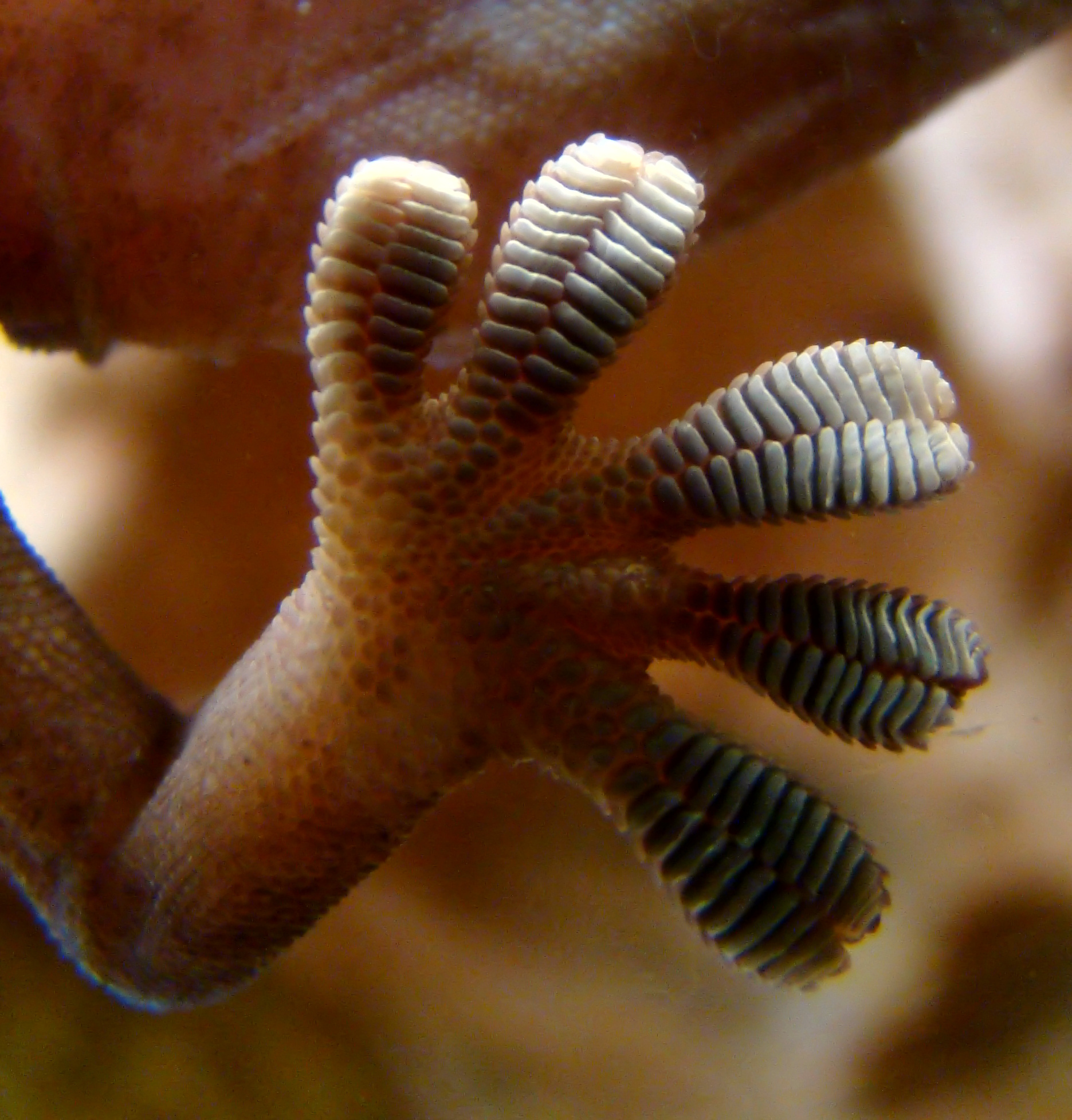
脚上刚毛形成的黏着垫让壁虎能够在竖直的表面上爬行

除了蛇蜥蜴之外，大部分蜥蜴都是四足动物，爬行时左右肢体交替使用，身体也会来回摇摆。由于卡里尔约束，这种摇摆会极大程度上限制蜥蜴的正常呼吸，导致牠们没法一口气跑太远。有些蜥蜴可以双足奔跑，有的还可以利用後足、尾部的支撑让自己站起来。包括飞蜥科在内的一些体型较小的蜥蜴可以滑翔——有些蜥蜴的滑翔距离可达60米（下落距离10米）。有些物种的蜥蜴（比如壁虎和变色龙）能够附着在天花板、玻璃等垂直表面。有些蜥蜴（如普通双冠蜥）能够在水面上奔跑。

### 感知
和其他脊椎动物类似，蜥蜴拥有视觉、触觉、嗅觉、听觉这几种感官，但对这几种感官的依赖性和蜥蜴的栖居地有关系。比如说，生活在松软土壤裡的石龙子十分依赖嗅觉和触觉，而壁虎则依靠其敏锐的视力来捕猎、估测距离等。巨蜥的视觉、听觉、嗅觉均十分敏锐。有些蜥蜴对五官的使用不同寻常：变色龙能够把眼睛转到不同的方向上，有时可以让两只眼睛的视野各不相同（比如一只眼睛看前面，一只眼睛看後面）。许多蜥蜴没有耳廓，而是有一个能看到耳膜的圆形开口。不少蜥蜴十分依赖听觉来探知到捕食者的存在，听到一点轻微的响动就会逃跑。

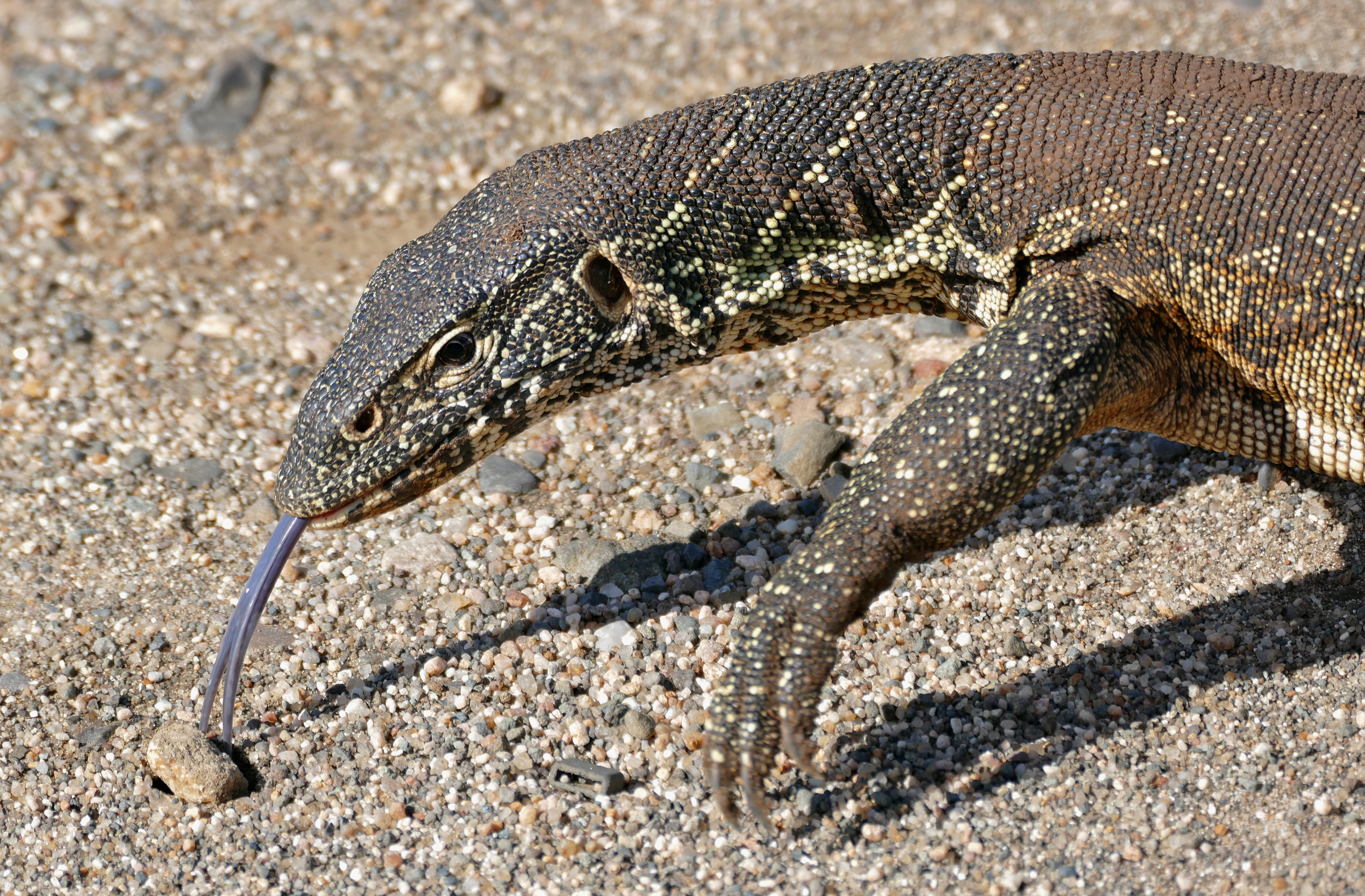
尼罗河巨蜥用舌头探知气味

同蛇与许多哺乳动物一样，所有的蜥蜴都有一个特殊的嗅觉器官——犁鼻器，可用来探知信息素。巨蜥会将气味从舌尖传到犁鼻器中。牠们的舌头只用来收集信息，不用来处理食物。
有的蜥蜴（特别是鬣蜥）在头顶上发育出了一种叫作颅顶眼的感光器官。这种基群特征也同样存在于喙頭蜥当中。这只“眼睛”只有一个非常初等的视网膜、晶状体，并不能成像但能够感知明暗、探知动作，从而发现在头顶跟踪牠们的捕食者。

### 毒液

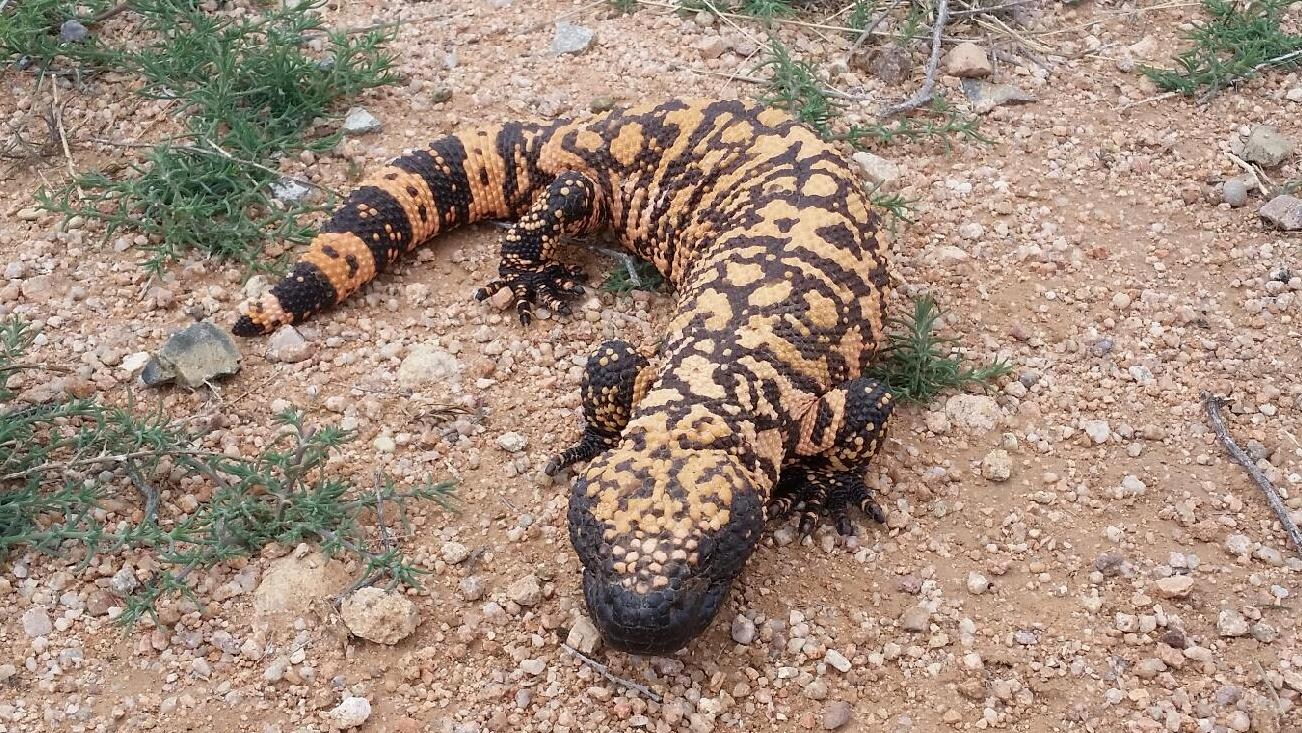
包括美國毒蜥在内的部分蜥蜴携带毒素

在2006年以前，人们认为只有美國毒蜥和墨西哥毒蜥有毒。然而，包括科摩多巨蜥在内的若干种巨蜥都能从其口腔的腺体中分泌强力的毒液。比方说，雷斯巨蜥的毒液可导致快速昏迷，并通过其药理学上的效应（降低血壓、阻抗凝血）导致失血过多。人们有望通过蜥蜴毒液中的蛋白质来研发新的医疗药物。
许多蜥蜴（包括鬣蜥、鬃狮蜥等一贯被认定为无毒的蜥蜴）的唾液腺中都发现了与毒液毒素有关的基因，这意味着蛇与蜥蜴的这些毒素基因可能出自同一个祖先。

### 繁殖与生命周期

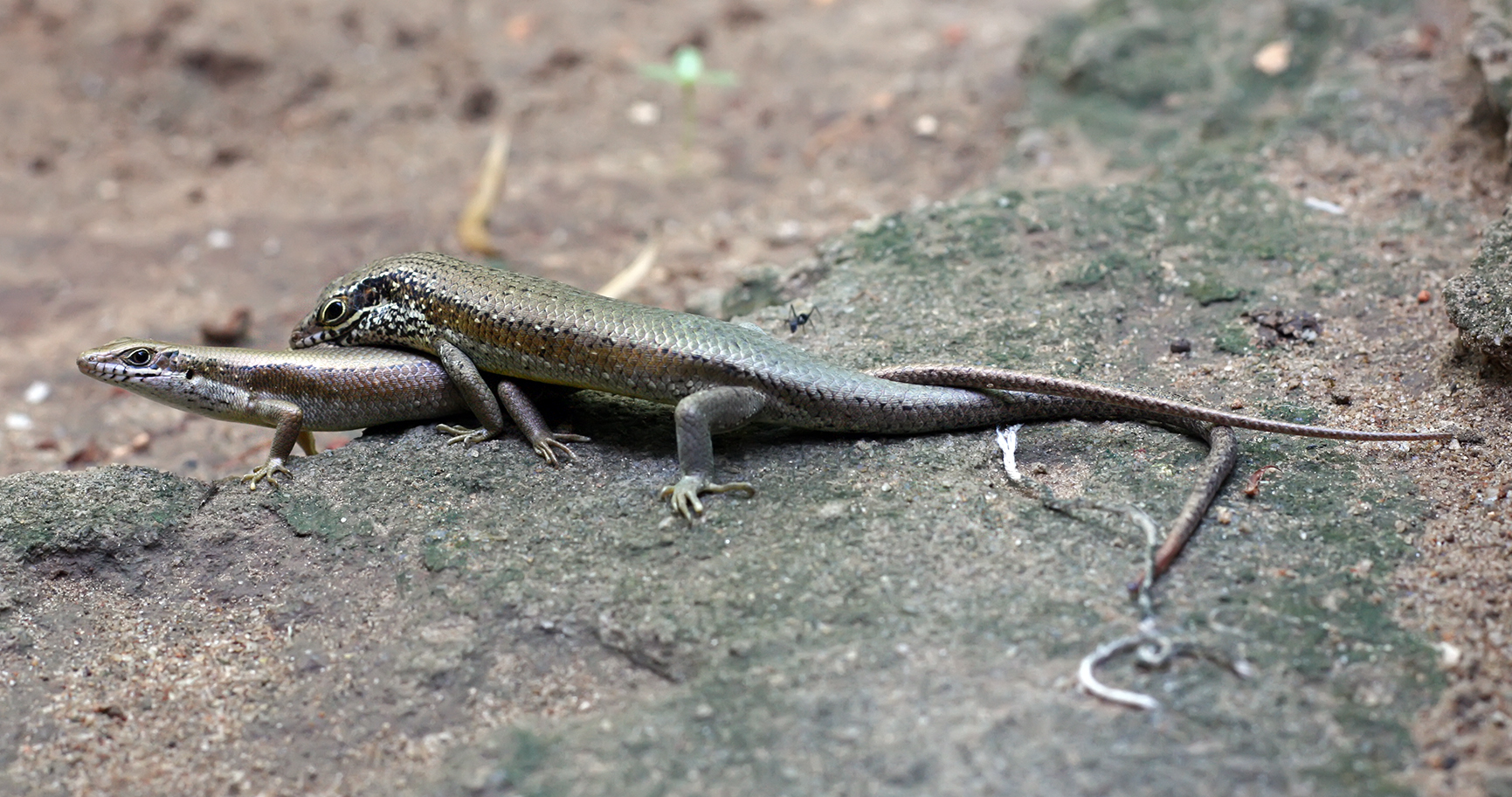
正在交配的石龍子

和其他四足动物一样，蜥蜴通过体内受精来繁殖。交配时，雄性会将其半阴茎插入到雌性的泄殖腔中。体型较小的蜥蜴在一岁时即可繁殖，而体型较大的蜥蜴需要等到2、3岁时才能进行。
蜥蜴大部分为卵生，雌性会将蛋产在保护起来的结构（比如巢穴）中，或者直接产在地上。根据不同的蜥蜴种类，蛋的大小可小至雌蜥蜴的4%–5%，大到40%–50%，数量从几个大的到数十个小的都有。

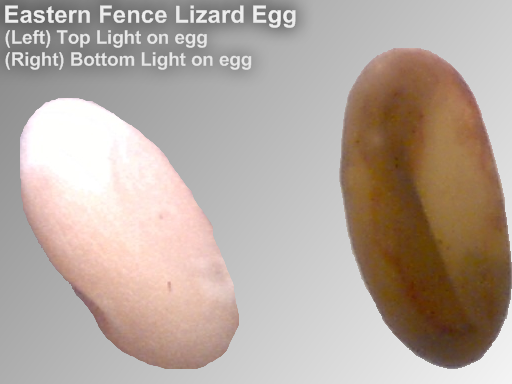
东篱蜥蜴的蛋

绝大部分蜥蜴的蛋壳都较为粗糙以便能够让水分流通，但生活在干旱地区的蜥蜴的蛋壳通常会钙化以阻止水分流失。蛋中的胚胎通常会从蛋黃中汲取养分。雌蜥蜴在产卵後一般都会弃卵而去，因此蜥蜴照顾自己卵的行为并不常见，但也有几种蜥蜴会孵蛋并护卵。雌性草原石龙子利用呼吸失掉的水分来保持蛋的湿润，从而帮助胚胎时期的发育。雷斯巨蜥的蛋孵化需要300天，雌蜥蜴届时会返回，帮助幼崽离开产卵孵化的巢穴。
約有20%的蜥蜴是胎生的，在蛇蜥亚目中尤其常見。胎生的蜥蜴通过一个胎盤一样的结构来获取营养，一生下来外表就类似成年蜥蜴的缩小版。小部分蜥蜴（如鞭尾蜥蜴）采用孤雌生殖，但一些有性生殖的蜥蜴有时也会进行孤雌生殖。一只被捕获的科莫多巨蜥就在与雄性隔离了两年後产下了一窝蛋。
蜥蜴的性别可由温度决定——至少对于卵生的蜥蜴而言，孵化时的微环境可决定孵出来的蜥蜴的公母。低温孵化会孵出更多雌蜥蜴，高温下则会产出更多的雄性。然而，有些蜥蜴有性染色体，会出现雄异配性（XY 和 XXY）和雌异配性（ZW）。
蜥蜴的寿命有长有短：家养的变色龙寿命极短，只有1–3年；但有报告称一只人工饲养的墨西哥毒蜥活了34年。

## 习性

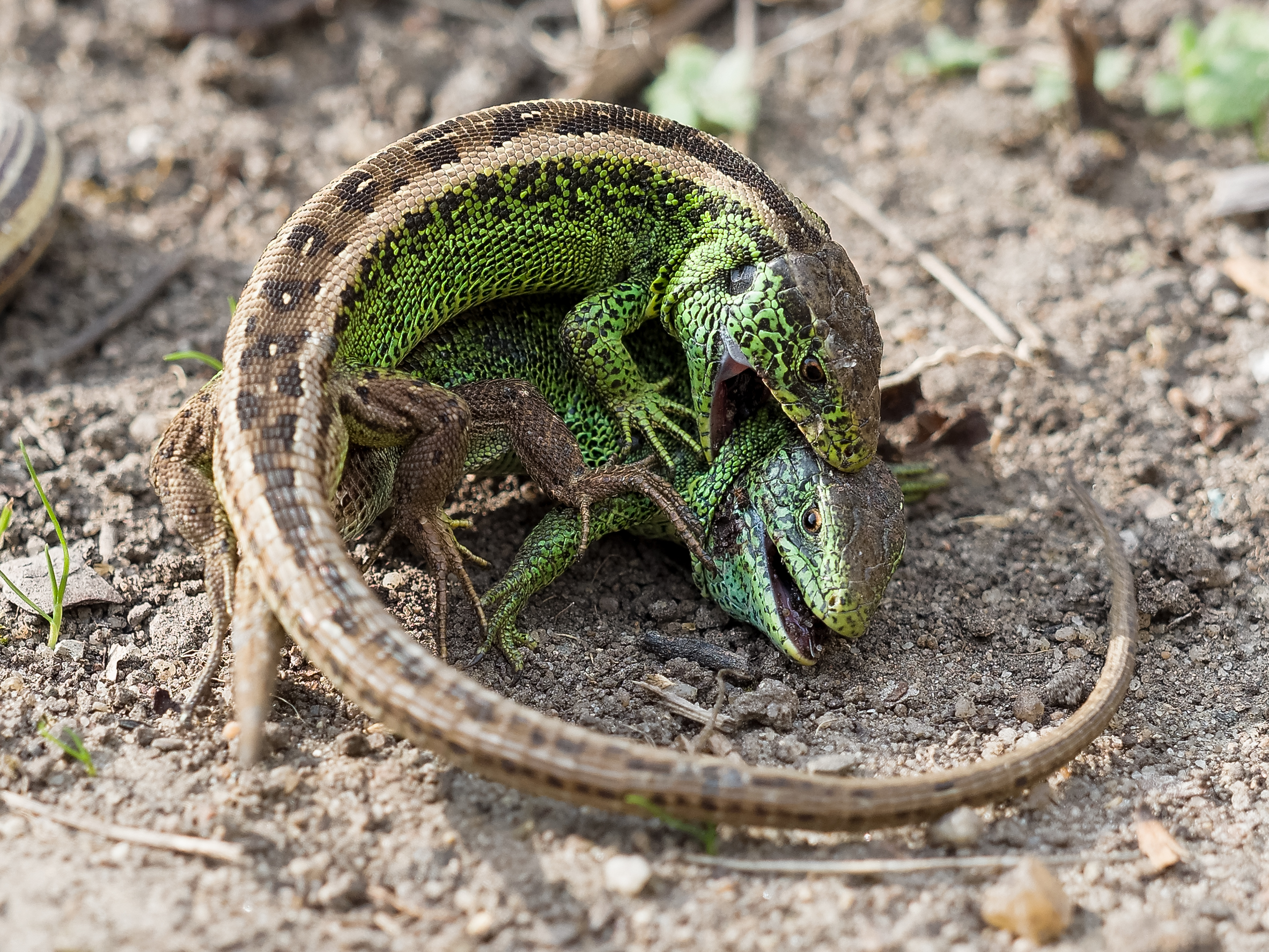
兩隻正在打鬥的雄性捷蜥蜴

### 昼夜节律与温度调节
大部分蜥蜴都在白天活动，但也有些蜥蜴是夜行性的（如壁虎）。作为外温动物，蜥蜴控制自身体温的能力有限，必须要通过晒太阳来回暖，以此来变得完全活跃。

### 领地意识
蜥蜴之间大部分的社交活动都出现在繁殖季节之中。蜥蜴大都有领土意识，这一点与蜥蜴作为坐等捕食者的捕食策略息息相关。雄性蜥蜴会建立起自己的领地，并用领地内的资源（晒太阳、喂食、筑巢、躲避捕猎者的地方）来吸引雌性，同时也需要提防其他雄性入侵者。蜥蜴的栖息地会影响到其领地的结构，比如岩蜥的领地会在露岩上。有的蜥蜴会抱团行动，这样能够提高对环境的警惕性，同时也降低了个体（尤其是幼年蜥蜴）被捕食的几率。敌对行为通常会在两头性成熟的雄性蜥蜴之间出现，一般因领地、交配问题而起，蜥蜴之间会摆架势、追逐、厮杀、互咬。

### 沟通

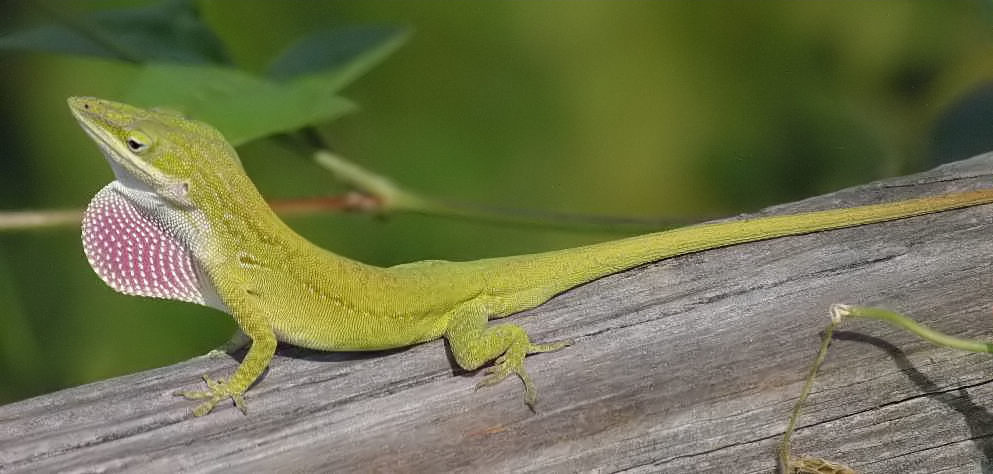
一隻安乐蜥打开了自己的喉扇

蜥蜴会为了交配、吓退敌人而向外界传递信号。其中，蜥蜴通过视觉展示传递信号的方式有摆姿势、涨大身体、伏地挺身、展示明亮颜色、张大嘴巴、摇尾等。雄性安乐蜥和鬣蜥长有大小、颜色、图案各异的喉扇或皮赘，可与点头、摆身配合成为视觉信号的一部分。有的蜥蜴有深蓝色的喉扇，可利用紫外线传递信号。蓝舌蜥会吐舌作为威胁展示。变色龙则能够改变自己身上的图案来传递信息，在遇敌时特维尤甚。牠们在挑衅时通常会展示出明亮的颜色，在“投降”时则会变为较深的颜色。有几种壁虎的颜色十分明亮，有几种会扭过身体来展示牠们身上的颜色。某些物种的雄性在没有对手或者雌性在场时身体颜色会变淡。虽然一般都是雄性在展示，但有几种蜥蜴的雌性也会用类似的方法去交流。雌性褐色安乐蜥经常会用点头的方式互相交流，其点头的速度、频率因年龄、领地状况而异。
化学信号、信息素在交流的过程中也十分重要。雄性蜥蜴的化学信号会传给对手，而雌性蜥蜴的化学信号则是传递给潜在的配偶用的。蜥蜴可能会通过气味辨认出同种蜥蜴的不同个体。
蜥蜴之间一般不用声音来互相交流。大型的蜥蜴会发出爬行动物常见的嘶嘶声，并张开大嘴。有的蜥蜴（特别是壁虎、蛇蜥、部分鬣蜥）能够发出更为复杂的叫声，声音器官也在这些不同的物种身上独立演化。这些叫声有的短促，有的尖锐，有的响亮，被用来求爱、领地防卫或表达痛苦。雄性大壁虎的交配鸣叫听起来就像“tokay-tokay”一样。
蜥蜴有的也会用触觉来传递信息。牠们会相互摩擦，以此来求爱或挑衅。有的变色龙会通过摇晃树枝、树叶等与其他变色龙交流。

## 生态

### 分布
除了极靠北的地区、南极洲和少数岛屿之外，蜥蜴在全世界各处都有分布，从海平面以上到海拔5000米处都有其活动的身影。牠们通常喜欢温暖的热带气候，但在非极端的气候条件下也能生存。蜥蜴的栖息地也很广：大部分生活在地表，但也有生活在石头、树上、地下甚至水裡的，如海鬣蜥就生活在海裡。

### 饮食

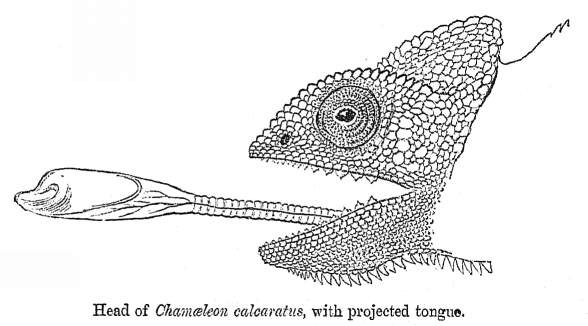
變色龍的舌头袭向食物

大部分的蜥蜴都会捕食，牠们最常见的猎物是小型陆地无脊椎动物，尤其是昆虫。许多蜥蜴都是被动捕食者，但也有不少会主动觅食。变色龙会捕食甲虫、蚱蜢、有翅白蟻、蜘蛛等多种節肢動物。牠们会耐心地等待时机去偷袭这些猎物，在树枝上一动不动，只有眼睛会转动。当昆虫落地时，变色龙会目不转睛地盯着猎物并慢慢靠近，然後伸出舌头将猎物粘住，再缩回。壁虎会捕食蟋蟀、甲虫、白蚁及飛蛾。
许多蜥蜴喜欢吃白蚁，因为作为社会动物的白蚁总会扎堆出现在一起。蚂蚁也是部分蜥蜴（如角蜥）的重要食物来源。由于蚂蚁体型较小且含有无法消化的甲殼素，蜥蜴必须大批量进食蚂蚁，因此食蚁蜥蜴比食草蜥蜴的胃部要大得多。石龙子和鳄蜥会吃蜗牛，牠们的牙齿和下顎也因此发育出成了能够咬碎外壳的结构。

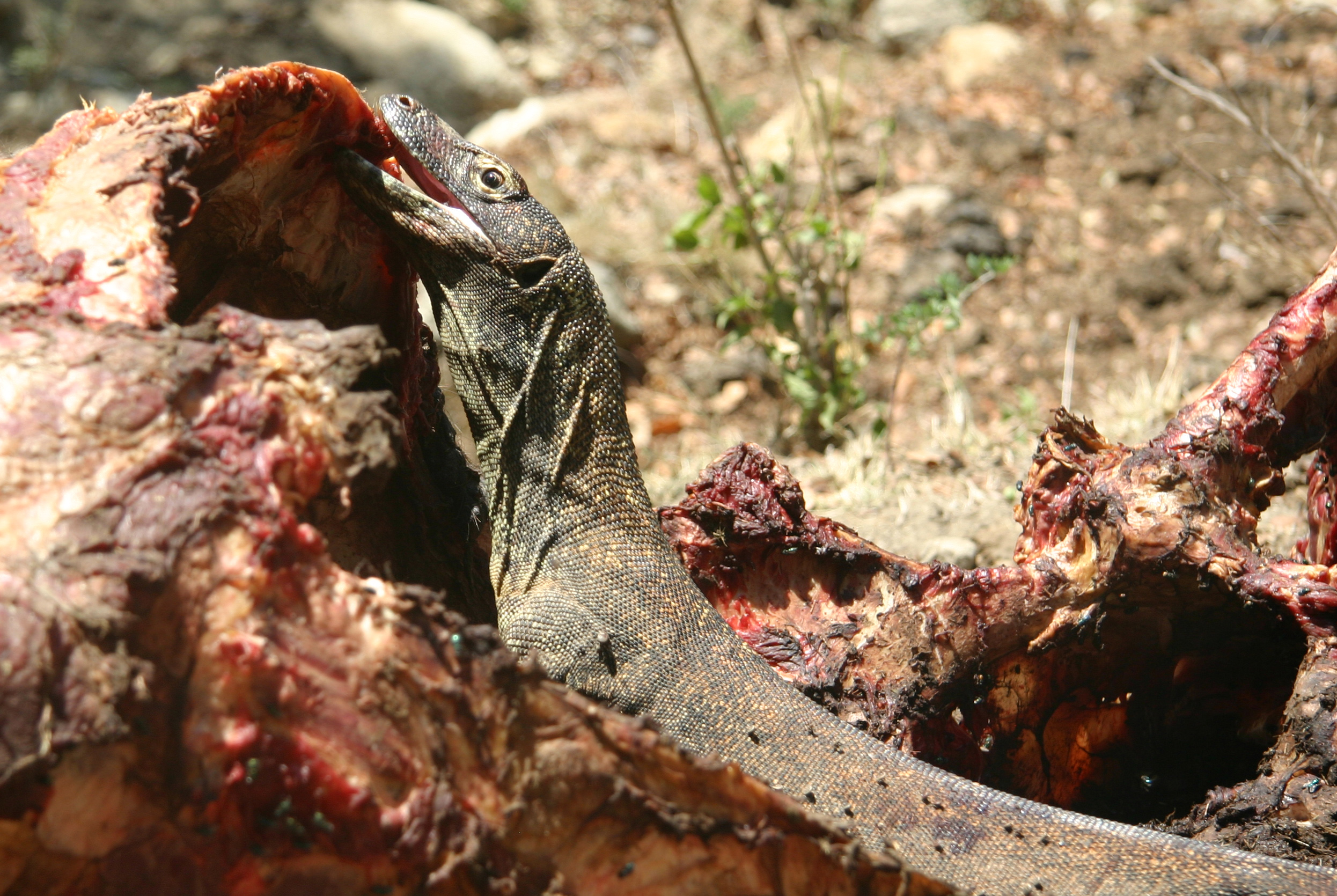
幼年科莫多巨蜥正在吃水牛的尸体

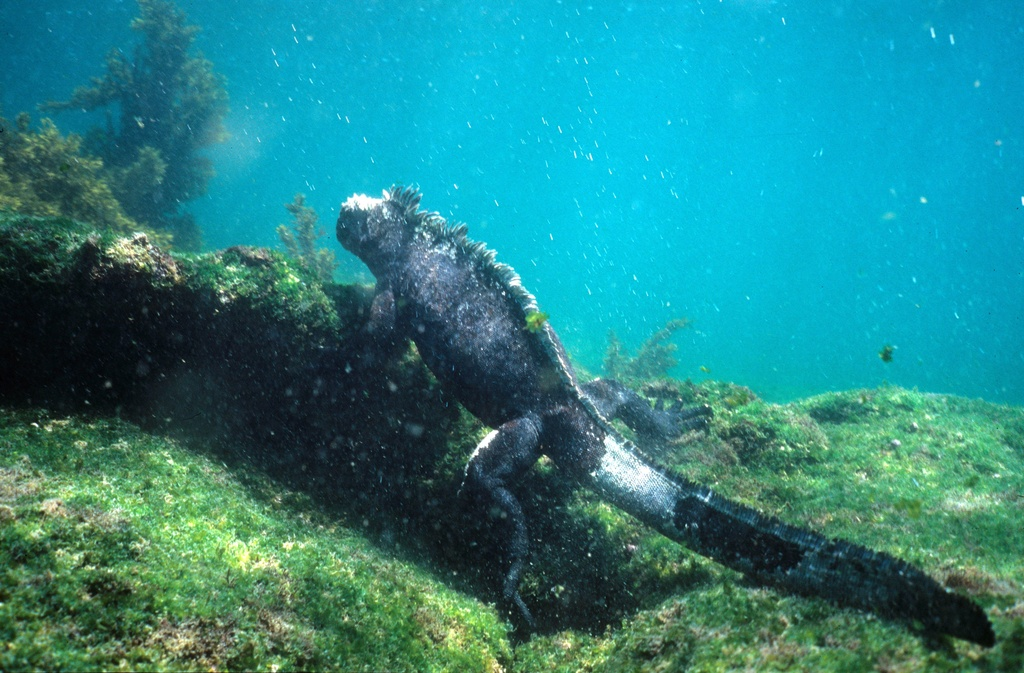
厄瓜多尔科隆群岛的海鬣蜥在水底觅食

如巨蜥等体型较大的蜥蜴会捕食较大的猎物，包括鱼、蛙、鸟、哺乳动物和其他爬行动物。牠们可整个吞下猎物，然後再慢慢将猎物撕碎。此外，牠们也会吃鸟類和其他爬行动物的蛋。美国毒蜥和毒蜥蜴会爬树，吃掉树上的鸟蛋和幼鸟。虽然这些蜥蜴都有毒，但牠们利用强健的下颚捕食猎物。蜥蜴猎杀的哺乳动物通常是啮齿动物和兔科动物；科莫多巨蜥则可杀死像水牛一样大的猎物。有的蜥蜴是食腐動物，一具腐烂的尸体能够将蜥蜴从兩公里开外的地方吸引过来。一头50千克的蜥蜴可以在17分钟内吃掉一具31千克的尸体。
包括许多鬣蜥在内，蜥蜴中大约2%的物种是食草动物。这些蜥蜴中，成年蜥蜴会食用植物的花、叶、茎、果，而幼年蜥蜴则会食用更多的昆虫。植物比较难以消化，因此当幼年蜥蜴逐渐长大时，牠们会吃成年蜥蜴的粪便，以此来获得肠内菌丛来帮助牠们逐渐变成食草动物。有的非食草动物除了食虫外，也会吃较容易消化的果实来补充营养。

### 反捕食适应行为

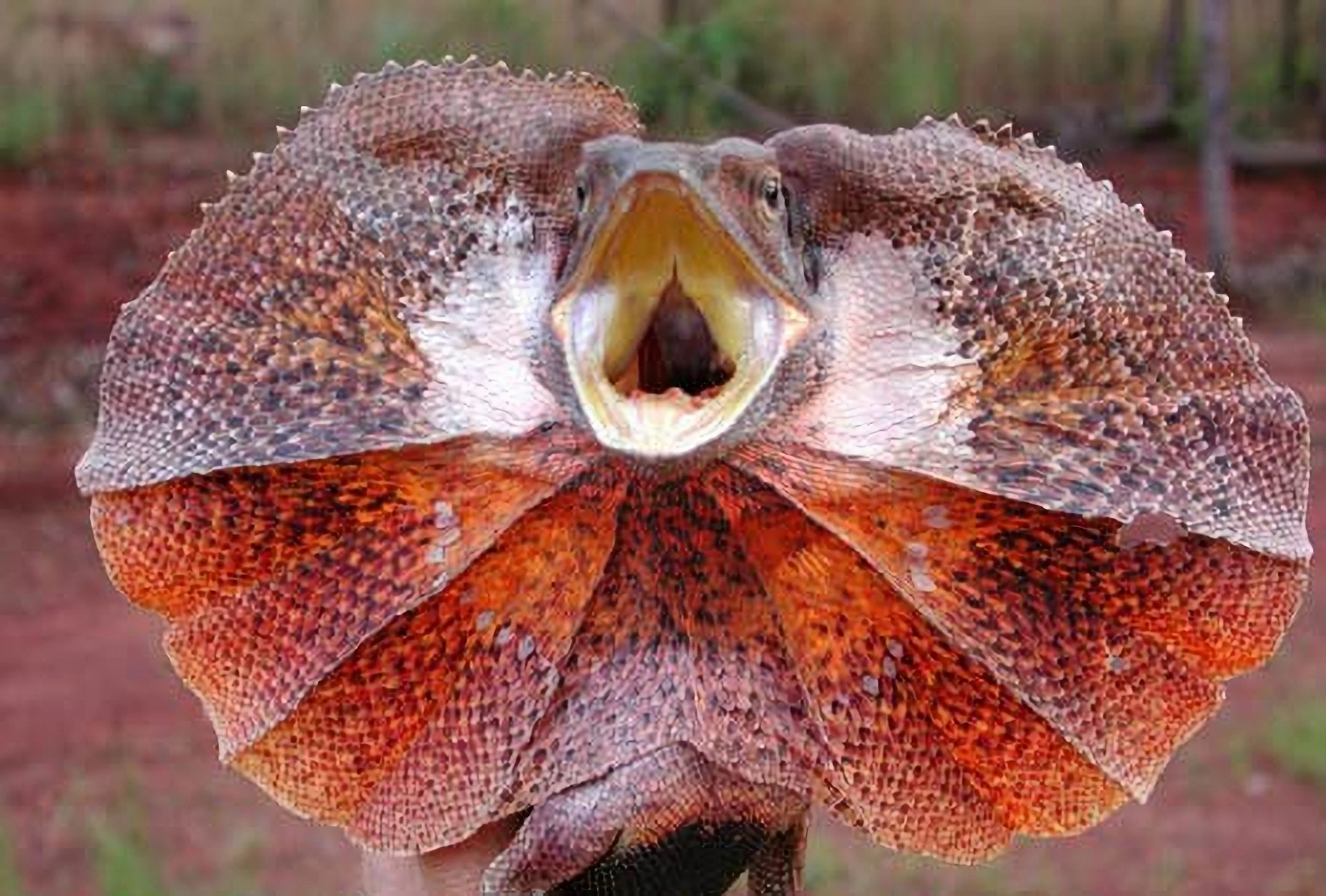
傘蜥蜴将颈部的“伞”完全张开，使自己看起来更大

蜥蜴有着许多反捕食适应行为——奔跑、爬、用毒、偽裝、反射出血，以及断尾逃生。

#### 伪装

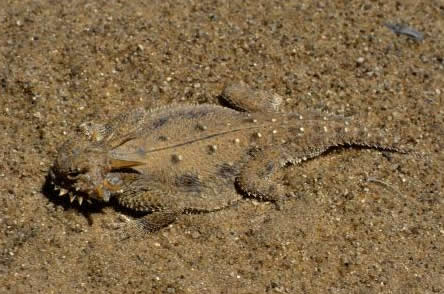
扁尾角蜥的身体变得扁平以减小自身影子的面积

蜥蜴有不少伪装的方法。许多蜥蜴都演化出了混隐图案。某些物种的蜥蜴（如爱琴海壁蜥）每个个体颜色都有不同，会特别偏爱那些和自己肤色相近的石头以躲避天敌。荒滩虎就能改变颜色来伪装：当一只浅色的壁虎被放在深色的表面时，牠们的肤色会在一小时之内变深，以此来隐匿在周边的环境之中。變色龍变色通常是用来警示四周（警告色）而非伪装的，但有几种变色龙（如史密斯侏儒变色龙）会主动变色以迎合周围环境。扁尾角蜥的体色和牠所处的沙漠环境十分类似，此外还能通过扁平的身体、体表的白色鳞片来减少自己影子的面积。

#### 自割
包括壁虎、石龙子在内的很多蜥蜴都能割断自己的尾巴。有的尾巴颜色鲜明，断掉之後还会来回晃动，以此来让天敌分心，从而忘记跑掉的蜥蜴。断掉尾巴之後的蜥蜴能够让其尾部于数个星期内部分再生，这段过程有约莫326个基因参与。被称作“鱼鳞壁虎”的大鳞鳞虎还能在被抓住时脱去身上的皮肤和鳞片。

#### 其他
在遇到危险时，许多蜥蜴都会快速逃跑——比方说，壁蜥就会顺着墙面快速爬行，然後躲到洞口或裂隙裡。角蜥则开发出了多种不同的策略——牠们会装死，以此来欺骗对手；在遇到不会追赶猎物的響尾蛇时会逃跑；在遇到移动速度很快的鞭蛇时又会一动不动，通过变色来躲避敌人。被抓住後，有的蜥蜴还会让自己的身体变得僵硬，让吻部较短的捕食者（如鞭蛇）无法下咽。角蜥还能通过眼睛下方的一个小袋向其猫科、犬科的捕猎者喷射出极臭的血液（反射出血），最远能喷两公尺。

## 演化
|          | †孔耐蜥科                                         |
|          |                                                   |
| 鱗龍總目 | \| \| 有鱗目 \| \| \| \| \| \| 喙头目 \| \| \| \| |
|          | \| \| 有鱗目 \| \| \| \| \| \| 喙头目 \| \| \| \| |
|          | 有鱗目                                            |
|          |                                                   |
|          | 喙头目                                            |
|          |                                                   |

|  | 有鱗目 |
|  |        |
|  | 喙头目 |
|  |        |

|          | †孔耐蜥科                                         |
|          |                                                   |
| 鱗龍總目 | \| \| 有鱗目 \| \| \| \| \| \| 喙头目 \| \| \| \| |
|          | \| \| 有鱗目 \| \| \| \| \| \| 喙头目 \| \| \| \| |
|          | 有鱗目                                            |
|          |                                                   |
|          | 喙头目                                            |
|          |                                                   |

|  | 有鱗目 |
|  |        |
|  | 喙头目 |
|  |        |

|          | †孔耐蜥科                                         |
|          |                                                   |
| 鱗龍總目 | \| \| 有鱗目 \| \| \| \| \| \| 喙头目 \| \| \| \| |
|          | \| \| 有鱗目 \| \| \| \| \| \| 喙头目 \| \| \| \| |
|          | 有鱗目                                            |
|          |                                                   |
|          | 喙头目                                            |
|          |                                                   |

|  | 有鱗目 |
|  |        |
|  | 喙头目 |
|  |        |

|          | †孔耐蜥科                                         |
|          |                                                   |
| 鱗龍總目 | \| \| 有鱗目 \| \| \| \| \| \| 喙头目 \| \| \| \| |
|          | \| \| 有鱗目 \| \| \| \| \| \| 喙头目 \| \| \| \| |
|          | 有鱗目                                            |
|          |                                                   |
|          | 喙头目                                            |
|          |                                                   |

|  | 有鱗目 |
|  |        |
|  | 喙头目 |
|  |        |

|          | †孔耐蜥科                                         |
|          |                                                   |
| 鱗龍總目 | \| \| 有鱗目 \| \| \| \| \| \| 喙头目 \| \| \| \| |
|          | \| \| 有鱗目 \| \| \| \| \| \| 喙头目 \| \| \| \| |
|          | 有鱗目                                            |
|          |                                                   |
|          | 喙头目                                            |
|          |                                                   |

|  | 有鱗目 |
|  |        |
|  | 喙头目 |
|  |        |

|          | †孔耐蜥科                                         |
|          |                                                   |
| 鱗龍總目 | \| \| 有鱗目 \| \| \| \| \| \| 喙头目 \| \| \| \| |
|          | \| \| 有鱗目 \| \| \| \| \| \| 喙头目 \| \| \| \| |
|          | 有鱗目                                            |
|          |                                                   |
|          | 喙头目                                            |
|          |                                                   |

|  | 有鱗目 |
|  |        |
|  | 喙头目 |
|  |        |

|          | †孔耐蜥科                                         |
|          |                                                   |
| 鱗龍總目 | \| \| 有鱗目 \| \| \| \| \| \| 喙头目 \| \| \| \| |
|          | \| \| 有鱗目 \| \| \| \| \| \| 喙头目 \| \| \| \| |
|          | 有鱗目                                            |
|          |                                                   |
|          | 喙头目                                            |
|          |                                                   |

|  | 有鱗目 |
|  |        |
|  | 喙头目 |
|  |        |

|          | †孔耐蜥科                                         |
|          |                                                   |
| 鱗龍總目 | \| \| 有鱗目 \| \| \| \| \| \| 喙头目 \| \| \| \| |
|          | \| \| 有鱗目 \| \| \| \| \| \| 喙头目 \| \| \| \| |
|          | 有鱗目                                            |
|          |                                                   |
|          | 喙头目                                            |
|          |                                                   |

|  | 有鱗目 |
|  |        |
|  | 喙头目 |
|  |        |

## 传统分類

### 鬣蜥下目（Iguania）
- 鬣蜥科（Agamidae，又名飛蜥科、樹蜥科、舊大陸鬃蜥科）
- 避役科（Chamaeleonidae，又名變色龍科）：如變色龍
- 海帆蜥科（Corytophanidae，又名冠蜥科）
- 領豹蜥科（Crotaphytidae，又名環頸蜥科）
- 櫛尾蜥科（Hoplocercidae，又名木蜥科）
- 美洲鬣蜥科（Iguanidae，又名鬣鳞蜥科）：如美洲綠鬣蜥
- 捲尾蜥科（Leiocephalidae）
- 平鱗蜥科（Leiosauridae）
- 平咽蜥科（Liolaemidae）
- 盾尾蜥科（Opluridae，又名馬加鬣蜥科）
- 角蜥科（Phrynosomatidae，北美刺蜥科）
- 安樂蜥科（Polychrotidae，又名變色蜥科、壁虎鱗足蜥科）：如沙氏變色蜥
- 嵴尾蜥科（Tropiduridae，又名新熱帶地蜥科）

### 壁虎下目（Gekkota）
- 壁虎科（Gekkonidae，又名守宮科）：如壁虎
- 鱗腳蜥科（Pygopodidae，又名微肢蜥科、鱗足蜥科）：如無足蜥
- 雙足蜥科（Dibamidae，又名盲蜥科）：如盲蜥

### 石龍子下目（Scincomorpha）
- 石龍子科（Scincidae）：如滑蜥
- 蜥蜴科（Lacertidae，又名正蜥科）
- 美洲蜥蜴科（Teiidae，又名鞭尾蜥科）
- 環尾蜥科（Cordylidae，又名繩蜥科）
- 板蜥科（Gerrhosauridae）
- 裸眼蜥科（Gymnophthalmidae，又名眼鏡蜥科）
- 夜蜥科（Xantusiidae，又名夜蜥蜴科、黃蜥科）

### 複舌下目（Diploglossa）
又譯蛇蜥下目。
- 蛇蜥科（Anguidae）：如蛇蜥
- 蠕蜥科（Anniellidae，又名無足蜥科）：如美洲無足蜥
- 異蜥科（Xenosauridae）：如瘤鱗蜥

### 厚背下目（Platynota）
又譯巨蜥下目。
- 巨蜥科（Varanidae）：如科莫多龍
- 婆羅蜥科（Lanthanotidae，又名擬毒蜥科）
- 毒蜥科（Helodermatidae，又名串珠蜥科）：如希拉毒蜥

## 备注
1. ↑  变色龙前脚有三个内趾、两个外趾；後脚有两个内趾、三个外趾[5]。
2. ↑  BBC 在2016年拍摄的《Planet Earth II》展示了一些刚孵出来的海鬣蜥在看到黑游蛇後迅速跑到海裡。该片为了视觉效果有所剪辑，但现象本身是真实的[45]。

## 延伸阅读
[在维基数据编辑]
 《欽定古今圖書集成·博物彙編·禽蟲典·蜥蜴部》，出自陈梦雷《古今圖書集成》
- Ernest Ingersoll. . . 1920.
- Behler, John L.; King, F. Wayne. . New York: Alfred A. Knopf. 1979: 581. ISBN 0-394-50824-6.
- Capula, Massimo; Behler, John L. . New York: Simon & Schuster. 1989. ISBN 0-671-69098-1.
- Cogger, Harold; Zweifel, Richard. . Sydney: Weldon Owen（英语：Bonnier Group）. 1992. ISBN 0-8317-2786-1.
- Conant, Roger; Collins, Joseph. . Boston, Massachusetts: Houghton Mifflin Company（英语：Houghton Mifflin Harcourt）. 1991. ISBN 0-395-58389-6.
- Ditmars, Raymond L. . New York: Macmillan. 1933: 321.
- Freiberg, Marcos; Walls, Jerry. . New Jersey: TFH Publications（英语：TFH Publications）. 1984. ISBN 0-87666-567-9.
- Gibbons, J. Whitfield. . Alabama: University of Alabama Press（英语：University of Alabama Press）. 1983: 164. ISBN 978-0-8173-0135-4.
- Greenberg, Daniel A. . Marshall Cavendish（英语：Marshall Cavendish）. 2004. ISBN 9780761415800.
- Rosenfeld, Arthur. . New York: Simon & Schuster. 1987: 293. ISBN 0671636901.